# متیو ای. چری
متیو ای. چری متولد ۱۴ دسامبر، ۱۹۸۱ کارگردان، نویسنده، تهیه‌کننده و بازیکن سابق فوتبال آمریکایی است. او دو فیلم مستقل را نوشت و کارگردانی کرد، آخرین پاییز و ۹ سواری. او بیشتر برای فیلم کوتاه انیمیشن عشق مو که در نود و یکمین دوره جوایز اسکار برنده جایزه اسکار بهترین پویانمایی کوتاه شد، شناخته شده است. کمپین Kickstarter برای Hair Love نزدیک به ۳۰۰۰۰۰ دلار جمع آوری کرد و رکورد بالاترین مبلغ جمع آوری شده برای هر فیلم کوتاه روی پلتفرم را شکست.